# フリードリヒ・フォン・オリヴィエ

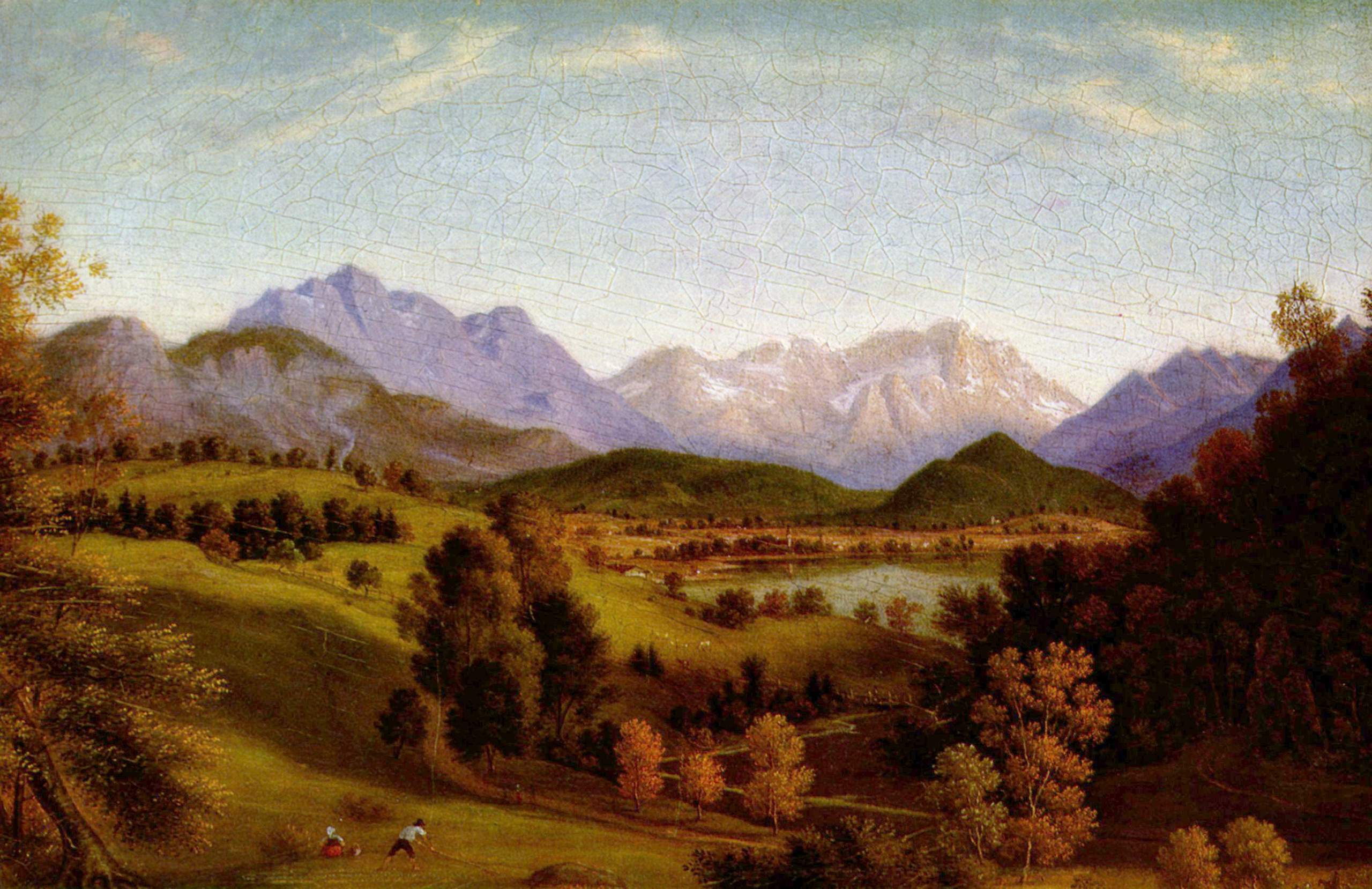
オリヴィエの風景画 :" Loisachtal"(1842/1845)

フリードリヒ・フォン・オリヴィエ（Woldemar Friedrich von Olivier、1791年4月23日 - 1859年9月5日）はドイツの画家である。

## 略歴
デッサウで生まれた。父親のフェルディナント・オリヴィエ（Ludwig Heinrich Ferdinand Olivierまたは Ferdinand Olivier der Ältere）はスイス、ヴォー州の出身でデッサウの改革派の学校フィランソロピニム (Philanthropinum) の教授だった。兄第に画家となったフェルディナント・オリヴィエ（Johann Heinrich Ferdinand Olivierまたは Ferdinand Olivier der Jüngere:1785-1841）とハインリヒ（Heinrich Olivier: 1783-1848）がいる。
1801年から1802年の間にフィランソロピニムの美術の教授のコルベ (Carl Wilhelm Kolbe der Ältere)や ハルデンヴァンク (Johann Christian Haldenwang) から美術教育を受けた。デッサウの宮廷彫刻家、フリーデマン・フノルト(Friedemann Hunold)の指導も受けた。
1804年から兄のフェルディナントとドレスデンに移って修業した。兄は1807年からパリに移ったが、1811年に、兄が戻ると兄とウィーンに移った。ウィーンではウィーン美術アカデミーで学んだ。プロイセンを中心とする対仏同盟軍による「解放戦争」が始まると、詩人のテオドール・ケルナー (Theodor Körner)と徒歩でウィーンからブレスラウに移動し、リュッツォウ義勇部隊に合流した。何度か義勇兵としての任務をしたあと、短期間、イギリスへも渡り、1914年にウィーンの兄の家に戻った。1917年から兄やフィリップ・ファイト、カール・ルードヴィヒ・フロンメル、ユリウス・シュノル・フォン・カロルスフェルトらとザルツブルクへ写生のための旅を行った
1818年11月に、カール・シュミット とカロルスフェルトとイタリアへ旅し、フィレンツェに滞在していた時に、美術史研究家のルーモール( Karl Friedrich von Rumohr)と知り合い、ローマでは画家のパッサファント（Johann David Passavant）やヨハン・フリードリヒ・オーファーベック、ペーター・フォン・コルネリウス、フリードリッヒ・ヴィルヘルム・シャドウ、ヨハネス・ファイトといった画家と交流した。プロイセンの大使が滞在したPalazzo Caffarelliに部屋を与えられて画家のレーベニッツ(Theodor Rehbenitz)と活動した。4年のローマでの滞在後、1823年にウィーンに戻った。1825年に、兄の結婚相手の連れ子の女性と結婚した。
ミュンヘンに移り、カロルスフェルトの助手になり、ミュンヘンの宮廷の装飾画などを描いた。1848年に弟のハインリヒが亡くなった後、デッサウに戻り、実家を継いで、デッサウで死去した。

## 作品

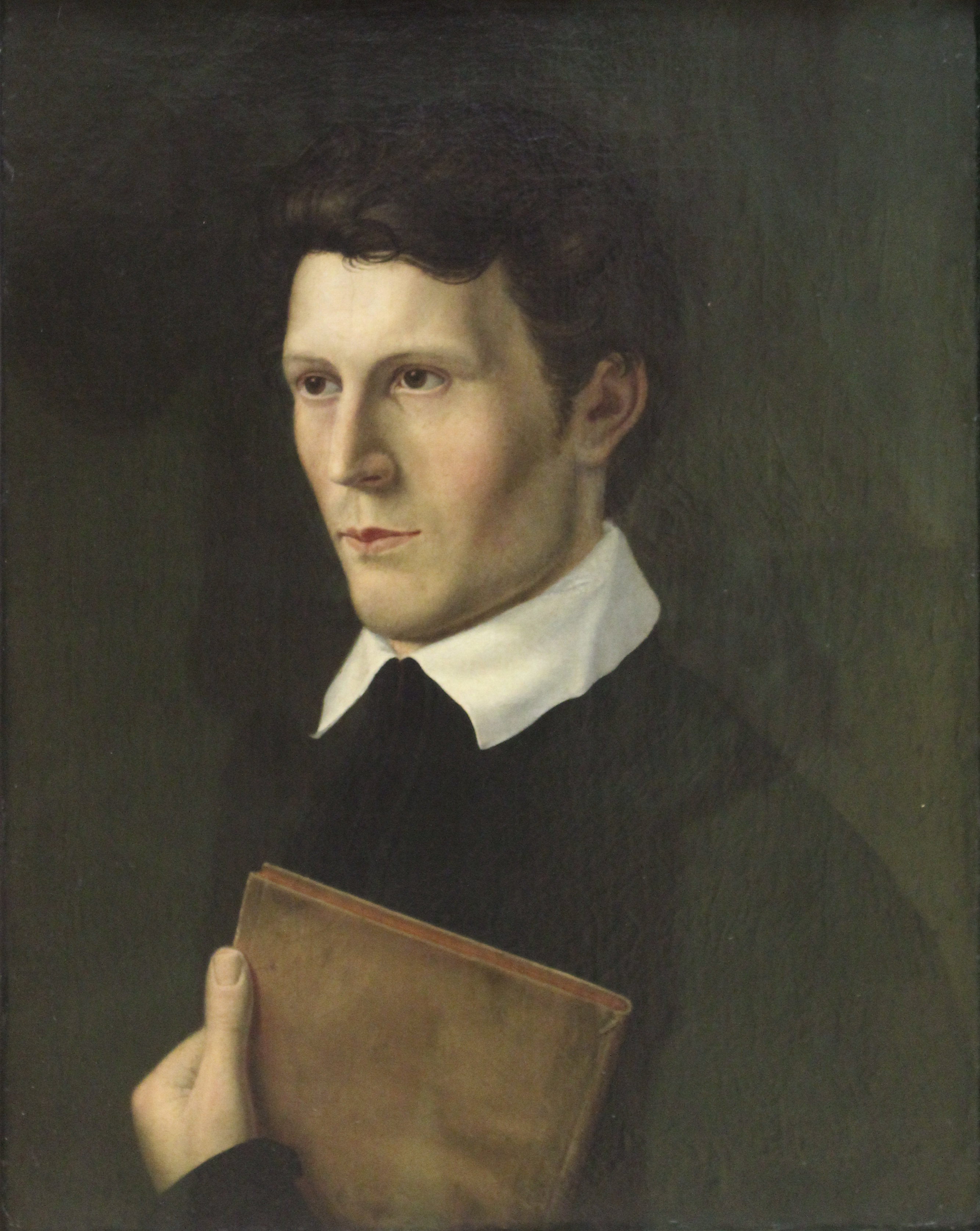
カロルスフェルトの肖像画
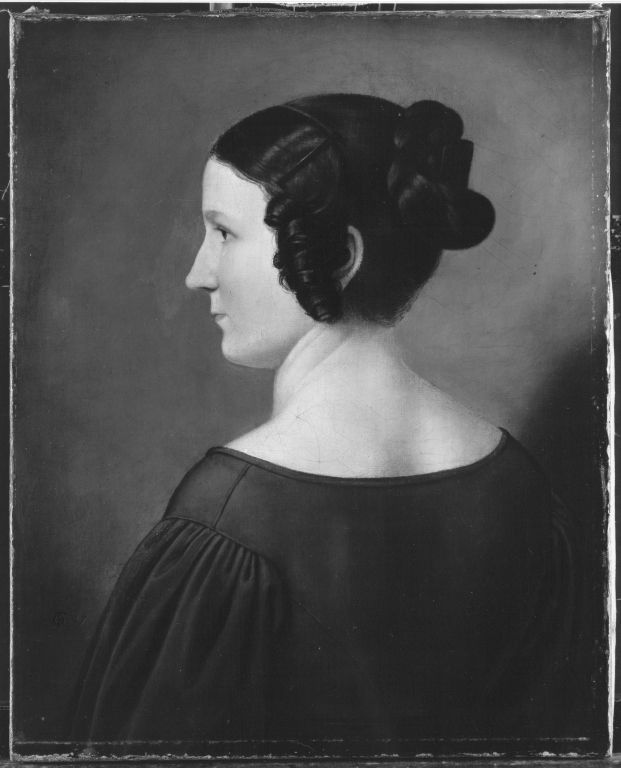
妻 Fanny Olivierの肖像画
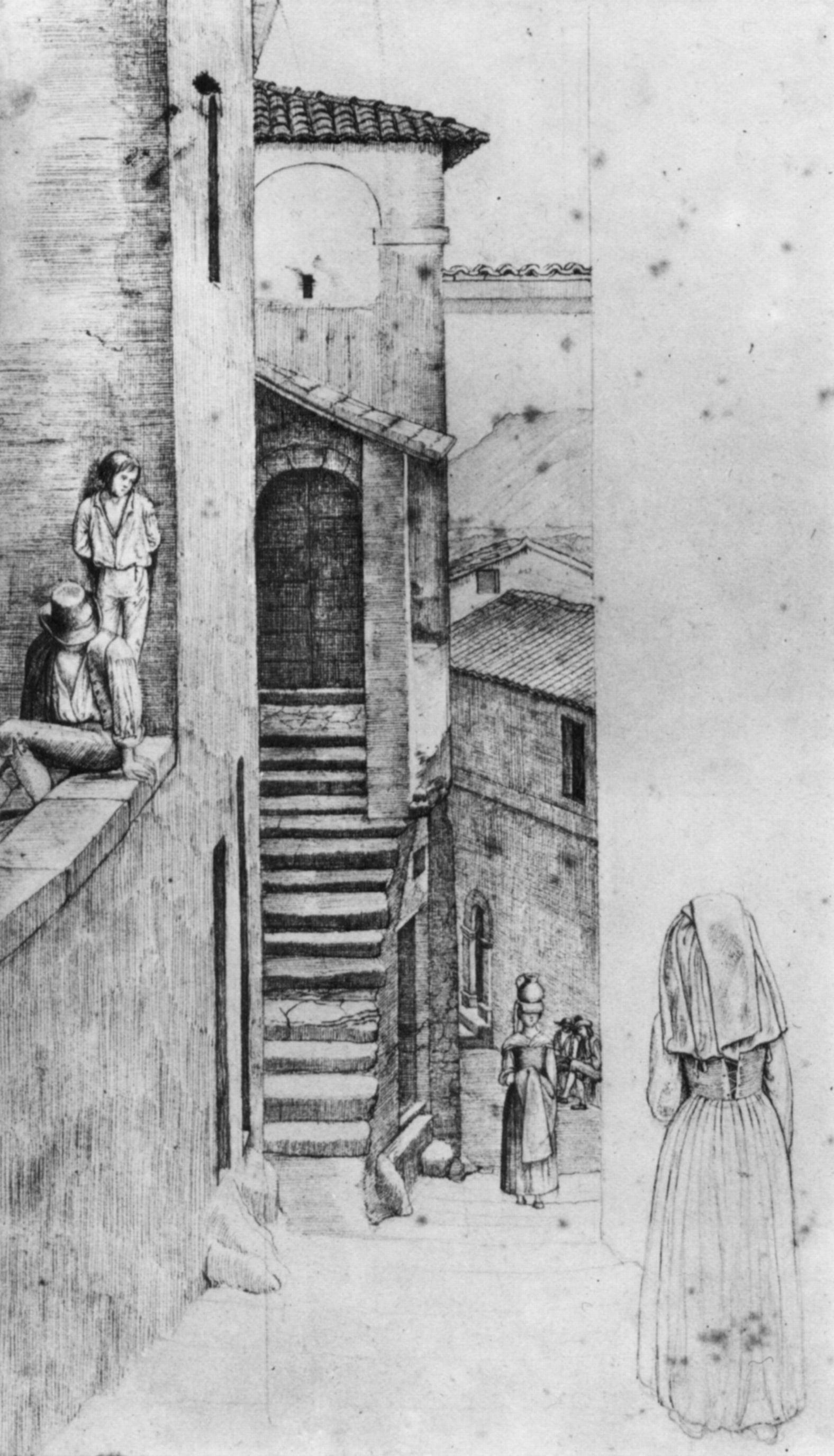
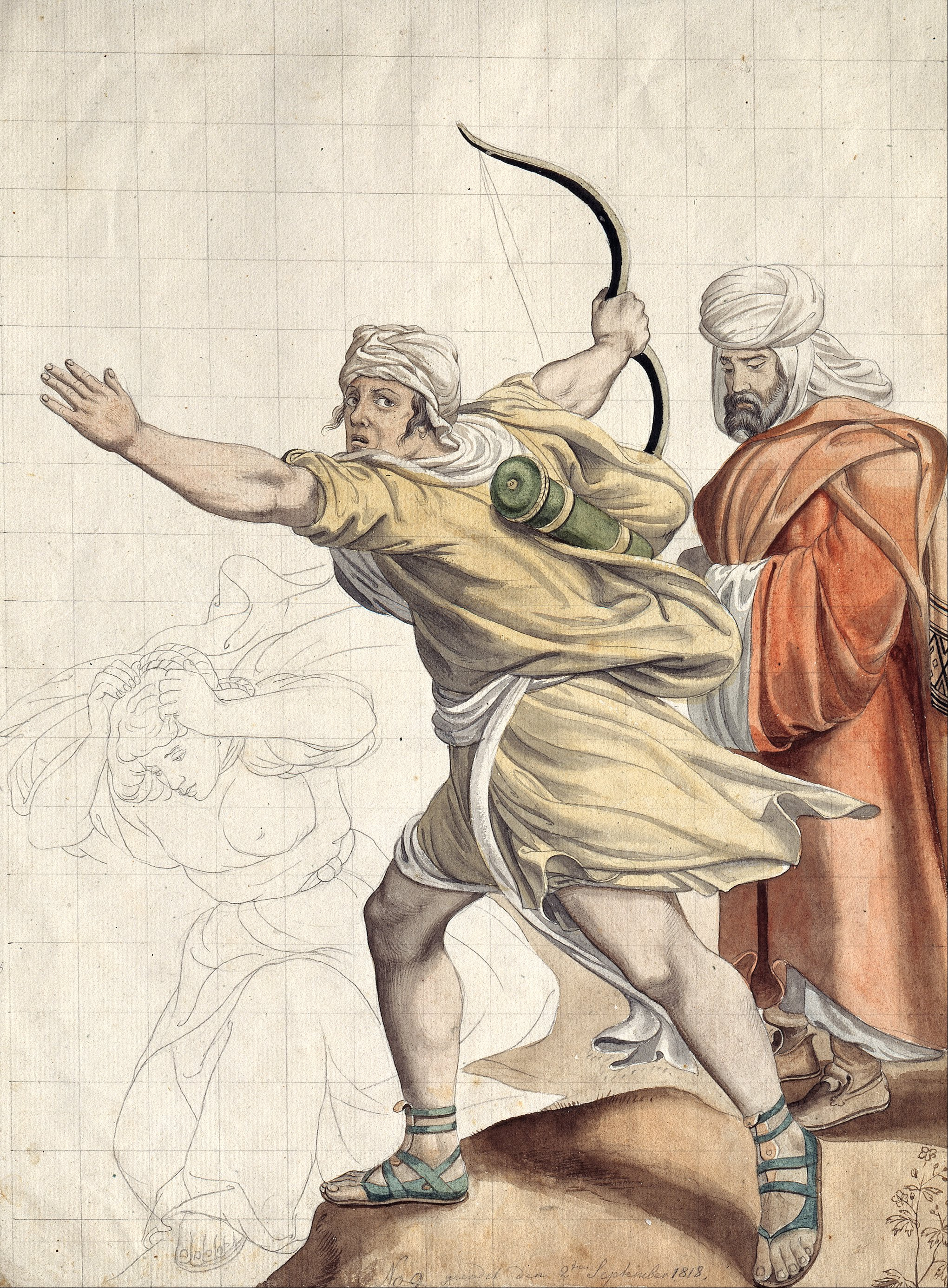